# Anne Cox Chambers
Anne Cox Chambers (* 1. Dezember 1919 in Dayton, Ohio; † 31. Januar 2020 in Atlanta, Georgia) war die Erbin von Cox Enterprises, eines der größten Medien-Imperien Amerikas, und US-Botschafterin in Belgien. Auf der vom Wirtschaftsmagazin Forbes Magazine veröffentlichten Liste der reichsten Menschen der Welt des Jahres 2015 belegte sie mit einem Vermögen von 17 Milliarden US-Dollar Platz 53.

## Leben
Anne Cox war die älteste Tochter von James M. Cox (1870–1957), Industrieller, Gouverneur von Ohio und Präsidentschaftskandidat der Demokraten im Jahr 1920, und seiner zweiten Frau Margaretta Parler Blair (1890–1960). Sie wuchs zusammen mit ihren Geschwistern James, John und Barbara, in Dayton auf. 1938 schloss Anne Cox ihre Schulausbildung an der Miss Porter’s School in Farmington, im Bundesstaat Connecticut, ab. Darauf studierte sie am Finch College in New York City. Nach dem Tod ihres Vaters übernahm Anne Cox Chambers zusammen mit ihrer Schwester die Leitung des Imperium von Cox Enterprises. Unter der Präsidentschaft von Jimmy Carter wurde Cox Chambers zur US-Botschafterin in Belgien ernannt (1977–1981). Zur selben Zeit war sie Leiterin der Bank des Südens und in den Jahren von 1981 bis 1991 fungierte sie als die Direktorin der Coca-Cola Company.
Anne Cox Chambers engagierte sich für die American Society of the French Legion of Honor und war Ehrenmitglied diverser Kunst-Fördervereine. Anne Cox war zwei Mal verheiratet, in erster Ehe mit Louis Gerald Johnson und in zweiter Ehe mit Robert William Chambers. Aus den beiden Ehen gingen zwei Töchter und ein Sohn hervor.

## Ehrungen
- Offizier der französischen Ehrenlegion
- Ritter des belgischen Kronenordens durch König Baudouin von Belgien